# Mandy Patinkin
Mandel Bruce (Mandy) Patinkin (Chicago, 30 november 1952) is een Amerikaans televisie- en filmacteur. Hij won voor zijn rol in de televisieserie Chicago Hope zowel in 1995 als 1999 een Emmy Award en werd in 1996 tevens voor deze prijs genomineerd dankzij zijn gastrol in The Larry Sanders Show. Voor Chicago Hope werd hij in 1995 ook genomineerd voor een Golden Globe, evenals eerder voor zijn rol in de film Yentl (1984). In 2018 kreeg hij voor zijn televisiewerk een ster op de Hollywood Walk of Fame.

## Jeugd
Mandel Bruce Patinkin is geboren in Chicago, Illinois, op 30 November 1952. Zijn vader is Lester Patinkin. Zijn moeder is Doris "Doralee" (meisjesnaam Sinton), schrijfster van het boek ‘Grandma Doralee Patinkin's Jewish Family Cookbook.’

## Carrière
Patinkin debuteerde op het witte doek in 1978 als zwembadschoonmaker in The Big Fix, met Richard Dreyfuss en John Lithgow. Van hieruit groeiden zijn rollen in omvang. Hij had inmiddels meer dan twintig films op zijn naam staan, toen hij in 1994 begon aan de rol die hem de meeste waardering van de critici zou opleveren, die van het hoofdpersonage Dr. Jeffrey Geiger in de ziekenhuisserie Chicago Hope. Patinkin bleef het personage tot in 2000 spelen, ondertussen ook films makend.
In 1984 speelde hij in de musical Sunday In The Park With George, een musical geïnspireerd door het schilderij A Sunday Afternoon on the Island of La Grande Jatte van de schilder George Seurat. Hij verscheen in 1994 ook in een concertante versie hiervan.
Na enkele jaren waarin Pantinkin enkel te zien was in de film Piñero en in eenmalige gastrolletjes in onder meer Boston Public en Law & Order, keerde hij in 2003 voor vast terug op het televisiescherm. Vanaf 2003 speelde hij Rube Sofer in Dead Like Me, dat na de laatste aflevering in oktober 2004 werd stopgezet.
Op een nieuwe rol hoefde Patinkin ditmaal geen jaren te wachten. Vanaf september 2005 was hij te zien in de misdaadserie Criminal Minds als Jason Gideon, de leider van een groep gedragsanalytici werkend voor de FBI. Hiermee stopte hij gedurende het derde seizoen om redenen die hij alleen intern bekendmaakte. Later heeft hij te kennen gegeven dat het (mede) te maken heeft gehad met de duistere aard van de verhalen.
In 2011 werd hij gecast als Saul Berenson in de serie Homeland, als mentor van Carrie Mathison (Claire Danes).

## Privé
Patinkin trouwde in 1980 met actrice Kathryn Grody, met wie hij in The Big Fix en Life with Mikey speelde. Het paar heeft twee zoons.

## Filmografie
| - Before You Know It (2019) - Life Itself (2018) - Wonder (2017) - Smurfs: The Lost Village (2017, stem) - La reina de España (2016) - Everyone's Hero (2006, stem) - Choking Man (2006) - NTSB: The Crash of Flight 323 (2004, televisiefilm) - Piñero (2001) - De avonturen van Elmo in Mopperland (1999) - Strange Justice (1999, televisiefilm) - This Is Odyssey with Mandy Patinkin (1999, televisiefilm) - Lulu on the Bridge (1998) - Men with Guns (1997) - The Hunchback (1997, televisiefilm) - Broken Glass (1996, televisiefilm) - Squanto: A Warrior's Tale (1994) - Life with Mikey (1993) - The Music of Chance (1993) | - The Doctor (1991) - Impromptu (1991) - True Colors (1991) - Dick Tracy (1990) - Alien Nation (1988) - The House on Carroll Street (1988) - The Princess Bride (1987) - Castle in the Sky (1986, stem Engelstalige versie) - Sunday in the Park with George (1986, televisieregistratie van de Broadwaymusical) - Maxie (1985) - Yentl (1983) - Daniel (1983) - Ragtime (1981) - Night of the Juggler (1980) - French Postcards (1979) - Last Embrace (1979) - Charleston (1979, televisiefilm) - The Big Fix (1978) - That Thing on ABC (1978, komediespecial) |

## Televisieseries
*Exclusief eenmalige gastrollen
- Homeland - Saul Berenson (2011-2020, 94 afleveringen)
- Criminal Minds - Jason Gideon (2005-2007, 47 afleveringen)
- Dead Like Me - Rube Sofer (2003-2004, 29 afleveringen)
- Chicago Hope - Dr. Jeffrey Geiger (1994-2000, 60 afleveringen)

- Bibsys: 1022333
- Biblioteca Nacional de España: XX1266144
- Bibliothèque nationale de France: cb139385409 (data)
- CiNii: DA11390031
- Gemeinsame Normdatei: 134480929
- International Standard Name Identifier: 0000 0001 2019 8788
- Library of Congress Control Number: n80143870
- MusicBrainz: a118423d-5b0d-4d9c-84a2-438fc7e40181
- Nationale Bibliotheek van Tsjechië: xx0141003
- Nationale bibliotheek van Australië: 35810387
- Nationale Bibliotheek van Israël: 987007312409405171
- Nationale Bibliotheek van Polen: a0000001762232
- Nederlandse Thesaurus van Auteursnamen: 07387177X
- Réseau des bibliothèques de Suisse occidentale: 02-A003674580
- SNAC: w69909k2
- Système universitaire de documentation: 154686557
- Trove: 1097891
- Virtual International Authority File: 2660747
- WorldCat: E39PBJr3wWwgvRB6ywXmJtvyh3